# ولاية داشوغوز

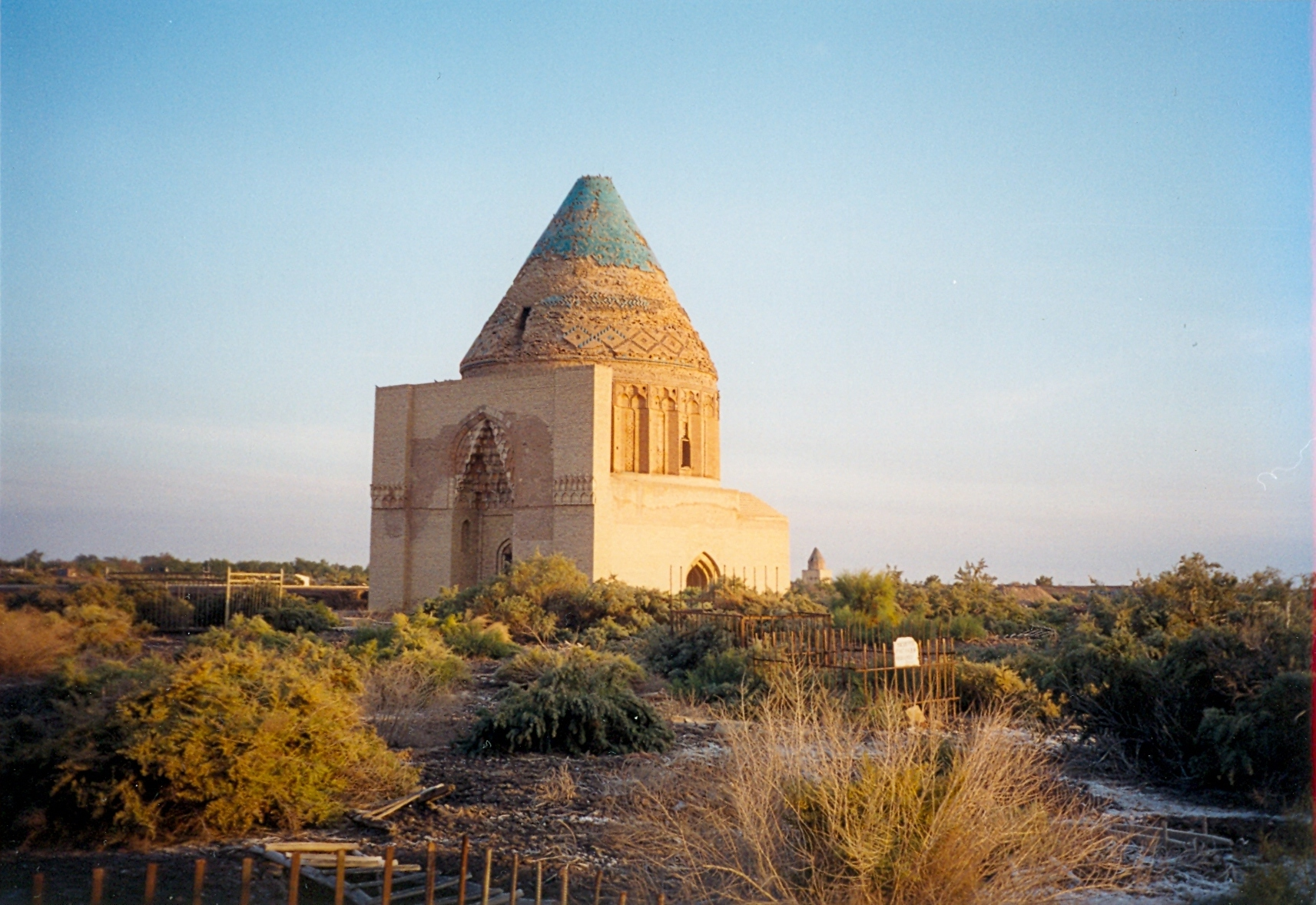
(جكهنه غرغانج). أحد مواقع التراث العالمي.

ولاية داشوغوز (بالتركمانية: Daşoguz welaýaty) هي إحدى ولايات تركمانستان، وتقع شمال البلاد ولها حدود مع أوزبكستان، وتبلغ مساحتها 73,430 كم2. مركز الولاية هي مدينة داشوغوز.

## مدن وأقضية الولاية
تحتوي ولاية داشوغوز على مدينتين، وثمانية أقضية.
- داشوغوز مدينة (سابقا داشوفوز)
- كهنه غرغانج مدينة (سابقا قونية أورغينج) – منحت حالة إتراب في 3 فبراير 2008 2008[3]
- حي أقدبي
- حي بولدومساز
- حي غوروغلي (سابقا تاغتا)
- حي غوباداغ
- حي غربانسلطان إيجه (سابقا إيلانلي)
- حي كونه أورغينج
- حي سابار مراد نيازوف (سابقا داشوغوز/داشوفوز إتراب)
- حي سابار مراد تركمانباشي